# Jonas Dahlquist

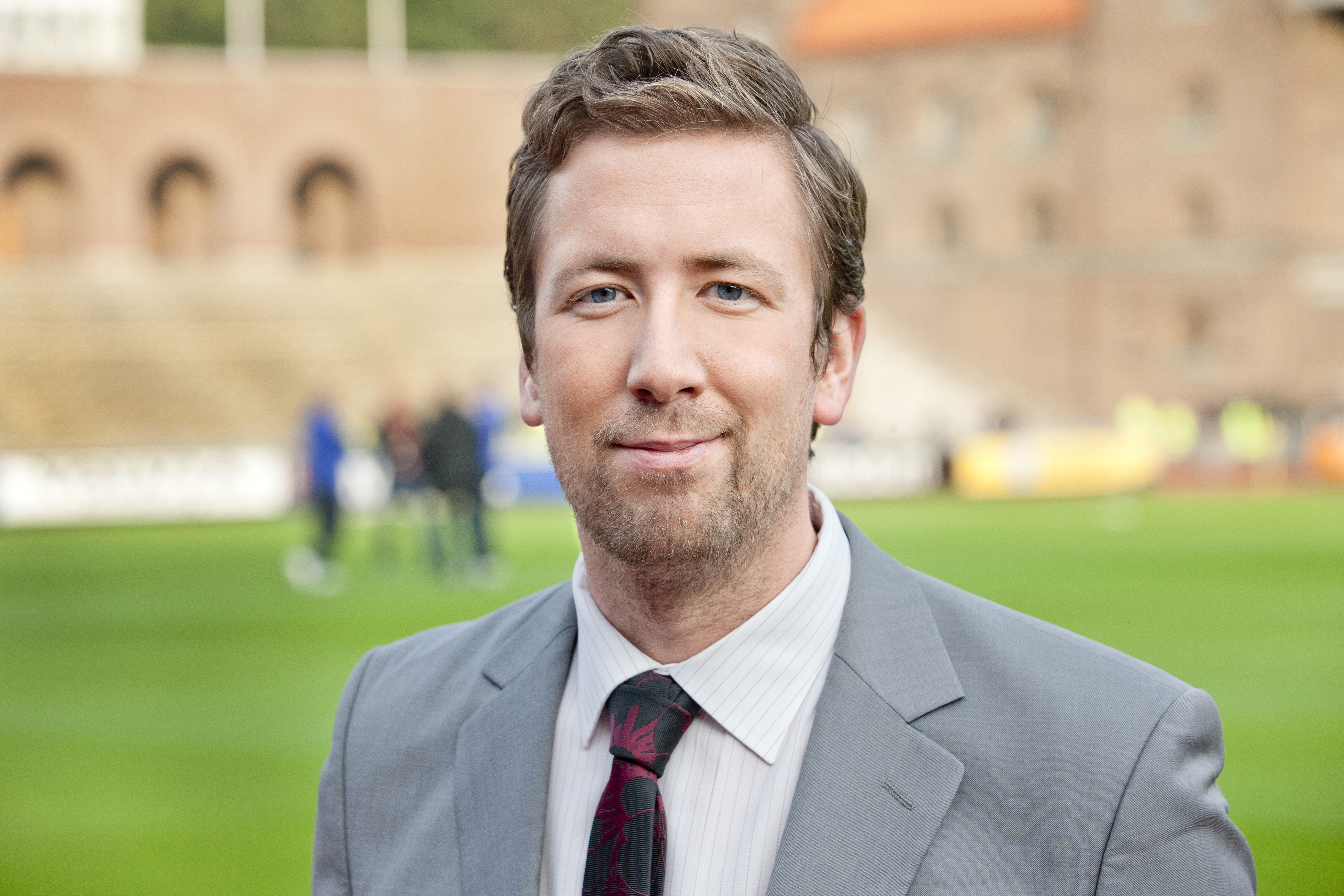
Jonas Dahlquist, 2013

Jonas Dahlquist, född 16 september 1976, är en svensk journalist som för närvarande arbetar som fotbollskommentator för Discovery+ (tidigare Dplay). Han är utbildad vid Institutionen för mediestudier på Stockholms Universitet, och gjorde sin praktik på Canal Plus.
Han medverkade från 2007 till 2010 i Premier League Lördag som sändes varje vecka i Canal Plus Sport 1. Dahlquist hade också ett eget TV-program, Rule Britannia, som sändes varje fredag från 2009 till 2010. Programmet gästades av fotbollspersonligheter som tillsammans med Dahlquist diskuterade främst Premier League. Numera arbetar han främst med Allsvenskan.
Under 2017 var Jonas Dahlquist tjänstledig från sin tjänst hos Cmore för att följa med sin sambo som skulle arbeta ett år i Burma. I januari 2017 presenterades även Dahlquist som en ny krönikör hos Spelbloggare.se.